# Cosme Almedilla
Cosme Damian Racines Almedilla (ur. 27 września 1959 w Capayas) – filipiński duchowny katolicki, biskup Butuan od 2019.

## Życiorys

### Prezbiterat
Święcenia kapłańskie otrzymał 4 sierpnia 1987 i został inkardynowany do diecezji Talibon. Po rocznym stażu wikariuszowskim został prokuratorem i ojcem duchownym seminarium w Malaybalay, a w latach 1989–1994 był jego rektorem. W kolejnych latach pracował jako proboszcz w kilku parafiach (m.in. w Banguonie i Talibonie), a w 2015 został ponadto asystentem dyrektora wydziału duszpasterskiego.

### Episkopat
25 marca 2019 papież Franciszek  mianował go biskupem ordynariuszem diecezji Butuan. Sakry udzielił mu 25 czerwca 2019 metropolita Cagayan de Oro - arcybiskup Antonio Ledesma.